# SN 1181
SN 1181 — наднова, яку вперше зафіксували китайські та японські астрономи між 4 та 6 серпня 1181 року. Наднова з'явилася в сузір'ї Кассіопеї та була видима на нічному небі приблизно 185 днів. Це одна з дев'яти наднових у Чумацькому Шляху, які людство спостерігало неозброєним оком за всю письмову історію. У якості можливого залишку наднової розглядаються пульсар 3C 58 або зоря Вольфа — Рає під назвою Зоря Паркера.

## Пульсар 3C-58
Як можливий залишок цієї наднової був визначений радіо- та рентгенівський пульсар J0205+6449 (також відомий як 3C 58), який обертається приблизно 15 разів на секунду.
Деякі оцінки вказували на вік пульсара 3C 58, набагато старший за наднову SN 1181, але зменшення похибки у визначенні відстані до пульсара дозволило перерахувати його вік і «повернути» його у відповідність з віком наднової.

## Зоря Паркера
У 2021 році команда астрономів на чолі з Андреасом Ріттером і Квентіном Паркером із Гонконзького університету оголосила про відкриття альтернативного кандидата на залишок SN 1181 — надзвичайно гарячої зорі Вольфа — Рає J005311 / IRAS 00500+6713, яка отримала назву Зоря Паркера. Ця зоря оточена газоподібною туманністю Pa 30 (Patchick 30) розміром приблизно 0,9 пк, яка розширюється зі швидкістю 1100 км/с. Спостережувані властивості Pa 30 свідчать про те, що це залишок SN 1181, яка, очевидно, була рідкісною надновою типу Iax, що не призвело до повного знищення зір-попередників. Тому Зоря Паркера, ймовірно, є так званою «зорею-зомбі». Уперше туманність виявила 25 серпня 2013 року американська астроном-любитель Дана Патчік  на зображеннях середнього інфрачервоного діапазону WISE як кандидата у планетарну туманність.